# Старо Петрово Село
Старо Петрово Село је насељено место и седиште истоимене општине у Бродско-посавској жупанији, Република Хрватска.

## Историја
До територијалне реорганизације у Хрватској налазило се у саставу бивше велике општине Нова Градишка.

## Становништво
На попису становништва 2011. године, општина Старо Петрово Село је имала 5.186 становника, од чега у самом Старом Петровом Селу 1.572.

## Попис 1991.
На попису становништва 1991. године, насељено место Старо Петрово Село је имало 2.327 становника, следећег националног састава:
| Попис 1991.‍   | Попис 1991.‍  | Попис 1991.‍ | Попис 1991.‍ | Попис 1991.‍ |
| ------------- | ------------ | ----------- | ----------- | ----------- |
|               |              |             |             |             |
| Хрвати        | Хрвати       |             | 2.029       | 87,19%      |
| Срби          | Срби         |             | 152         | 6,53%       |
| Југословени   | Југословени  |             | 37          | 1,59%       |
| Чеси          | Чеси         |             | 14          | 0,60%       |
| Пољаци        | Пољаци       |             | 10          | 0,42%       |
| Украјинци     | Украјинци    |             | 3           | 0,12%       |
| Македонци     | Македонци    |             | 2           | 0,08%       |
| Црногорци     | Црногорци    |             | 2           | 0,08%       |
| Немци         | Немци        |             | 1           | 0,04%       |
| Словаци       | Словаци      |             | 1           | 0,04%       |
| остали        | остали       |             | 5           | 0,21%       |
| неопредељени  | неопредељени |             | 42          | 1,80%       |
| регион. опр.  | регион. опр. |             | 1           | 0,04%       |
| непознато     | непознато    |             | 28          | 1,20%       |
| укупно: 2.327 |              |             |             |             |